# Venus Berlin
La Venus Berlin è una fiera internazionale dedicata alle tematiche dell'intrattenimento per adulti e all'erotismo, tra le più grandi al mondo nel suo genere. Si svolge con cadenza annuale, all'incirca nel mese di ottobre, dal 1997 a Berlino presso l'area esposizione della capitale tedesca, sotto la torre radio. Nel 2006, per la prima volta è stata organizzata una eccezionalmente a Parigi e Shanghai. L'evento ha più di 250 espositori provenienti da 40 paesi diversi e visitatori professionali del settore provenienti da oltre 60 paesi, con stand e location dedicate all'intrattenimento multimediale per adulti.

## Storia
In occasione della Venus Berlin, all'evento vengono assegnati i premi annuali dell'industria tedesca del cinema per adulti, fino al 2004 è stato il Venus Awards, e dal 2005 al 2009 il premio Eroticline Awards. Dopo una pausa di 6 anni, dal 2010 il Venus Awards è stato assegnato nuovamente. Nel 2020 e nel 2021 la fiera è stata cancellata a causa delle restrizioni dovute alla pandemia da Covid. Si è svolta nuovamente dal 20 al 23 ottobre 2022.

## Presentatrici
Dal 2008 la manifestazione ha delle madrine che reclamizzato e pubblicizzano l'evento come volto ambasciatore; essi soni state:
- 2008: Tatiana Gsell
- 2009: Nadja Abd el Farrag
- 2010: Angie Cat
- 2011: Micaela Schäfer
- 2012: Gina-Lisa Lohfink
- 2013: Sophia Wollersheim e Micaela Schäfer
- 2014: Bettie Ballhaus , Nina Kristin e Micaela Schäfer
- 2015: Mia Julia Brückner e Micaela Schäfer
- 2016: Sarah Joelle Jahnel , Lexy Roxx , Mia Julia Brückner e Micaela Schäfer
- 2017: Julia Jasmin Rühle e Micaela Schäfer
- 2018 : Micaela Schäfer, Lexy Roxx, Lucy Cat und Schnuggie91
- 2019: Micaela Schäfer, Patricia Blanco
- 2020-2021: cancellato (Covid-19)
- 2022: Micaela Schäfer, Fiona Fuchs, Hanna Secret, Josy Black